# Campeonato de Primera B 2020 (Futsal)
El Campeonato de Primera B 2020, conocido como Torneo Transición de Primera B 2020, es la vigésima tercera temporada de la Segunda División del fútsal argentino. 
El sorteo del cronograma de partidos se realizó el 19 de noviembre. Comenzó el 29 de noviembre y finalizó el 14 de enero.
En este torneo se incorporaron: Nueva Chicago, campeón de Primera C; Pacífico, como subcampeón; y Newell's Old Boys, ganador del reducido; además de los descendidos de la Primera División: Independiente, que descendió por segunda vez al perder los Play Out, tras 4 años de permanencia en la misma, y River Plate, que descendió por primera vez en su historia desde 1986 al terminar último en el certamen regular.
El campeonato consagró campeón a Newell's Old Boys, tras vencer en los penales a Independiente. Así logró volver a Primera División tras  20 años.

## Ascensos y descensos
| Tornel | Descendidos de la Primera División 2019 |
| ------ | --------------------------------------- |
| P.O.   | Independiente                           |
| 16.°   | River Plate                             |

| Torneo | Ascendidos a la Primera División 2020 |
| ------ | ------------------------------------- |
| 1°     | Camioneros                            |
| 2°     | Estrella de Maldonado                 |

| Torneo | Descendidos de la Primera B 2019 |
| ------ | -------------------------------- |
| 18.°   | Nueva Estrella                   |
| 19.°   | Las Heras                        |
| 20.°   | Juvencia                         |

| Torneo | Ascendidos de la Primera C 2019 |
| ------ | ------------------------------- |
| 1.°    | Nueva Chicago                   |
| 2.°    | Pacífico                        |
| Red.   | Newell's Old Boys               |

- De esta manera, el número de equipos participantes se mantuvo en 20.

## Equipos participantes
| Club                                       | Barrio / Localidad | Distrito                  |
| ------------------------------------------ | ------------------ | ------------------------- |
| Argentinos Juniors                         | La Paternal        | Ciudad de Buenos Aires    |
| Atlanta                                    | Villa Crespo       | Ciudad de Buenos Aires    |
| Estrella de Boedo                          | Boedo              | Ciudad de Buenos Aires    |
| Franja de Oro                              | Nueva Pompeya      | Ciudad de Buenos Aires    |
| Huracán                                    | Parque Patricios   | Ciudad de Buenos Aires    |
| Jorge Newbery                              | Villa Real         | Ciudad de Buenos Aires    |
| Nueva Chicago                              | Mataderos          | Ciudad de Buenos Aires    |
| Pacífico                                   | Villa del Parque   | Ciudad de Buenos Aires    |
| River Plate                                | Belgrano           | Ciudad de Buenos Aires    |
| Asturiano                                  | Vicente López      | Provincia de Buenos Aires |
| Círculo de Comunidad                       | Gerli              | Provincia de Buenos Aires |
| Country                                    | Banfield           | Provincia de Buenos Aires |
| Don Bosco                                  | Ramos Mejía        | Provincia de Buenos Aires |
| Gimnasia y Esgrima La Plata                | La Plata           | Provincia de Buenos Aires |
| Glorias                                    | Tigre              | Provincia de Buenos Aires |
| Independiente                              | Avellaneda         | Provincia de Buenos Aires |
| Platense                                   | Florida            | Provincia de Buenos Aires |
| Universidad Abierta Interamericana Urquiza | Ituzaingó          | Provincia de Buenos Aires |
| Unión                                      | Ezpeleta           | Provincia de Buenos Aires |
| Newell's Old Boys                          | Rosario            | Provincia de Santa Fe     |

#### Distribución geográfica de los equipos
| Región                                   | Cant. | Equipos |
| ---------------------------------------- | ----- | --- |
| Ciudad de Buenos Aires                   | 9     | Argentinos Juniors, Atlanta, Estrella de Boedo, Franja de Oro, Huracán, Jorge Newbery, Nueva Chicago, Pacífico, River Plate.                      |
| Conurbano bonaerense                     | 9     | Centro Asturiano, Círculo de Comunidad, Country, Don Bosco, Glorias, Independiente, Platense, Universidad Abierta Interamericana Urquiza y Unión. |
| Interior de la Provincia de Buenos Aires | 1     | Gimnasia y Esgrima La Plata. |
| Provincia de Santa Fe                    | 1     | Newell's Old Boys. |

## Torneo inconcluso
El certamen original se había sorteado el 6 de marzo y había iniciado el 14 del corriente mes. Pero, debido a la suspensión de todos los certámenes por parte de la AFA por la pandemia de covid-19, fue cancelado.

### Tabla de posiciones
| Pos. | Equipo                                     | Pts. | PJ | PG | PE | PP | GF | GC | Dif. |
| ---- | ------------------------------------------ | ---- | -- | -- | -- | -- | -- | -- | ---- |
| 1.º  | Pacífico                                   | 3    | 1  | 1  | 0  | 0  | 6  | 2  | 4    |
| 2.º  | Gimnasia y Esgrima La Plata                | 3    | 1  | 1  | 0  | 0  | 4  | 0  | 4    |
| 3.º  | Atlanta                                    | 3    | 1  | 1  | 0  | 0  | 6  | 3  | 3    |
| 4.º  | Don Bosco                                  | 3    | 1  | 1  | 0  | 0  | 5  | 2  | 3    |
| 5.º  | Estrella de Boedo                          | 3    | 1  | 1  | 0  | 0  | 5  | 3  | 2    |
| 6.º  | Glorias                                    | 3    | 1  | 1  | 0  | 0  | 5  | 4  | 1    |
| 7.º  | Nueva Chicago                              | 3    | 1  | 1  | 0  | 0  | 3  | 2  | 1    |
| 8.º  | Huracán                                    | 3    | 1  | 1  | 0  | 0  | 2  | 1  | 1    |
| 9.º  | Jorge Newbery                              | 1    | 1  | 0  | 1  | 0  | 2  | 2  | 0    |
| 10.º | Universidad Abierta Interamericana Urquiza | 1    | 1  | 0  | 1  | 0  | 2  | 2  | 0    |
| 11.º | River Plate                                | 0    | 0  | 0  | 0  | 0  | 0  | 0  | 0    |
| 12.º | Franja de Oro                              | 0    | 0  | 0  | 0  | 0  | 0  | 0  | 0    |
| 13.º | Argentinos Juniors                         | 0    | 1  | 0  | 0  | 1  | 4  | 5  | −1   |
| 14.º | Country                                    | 0    | 1  | 0  | 0  | 1  | 2  | 3  | −1   |
| 15.º | Newell's Old Boys                          | 0    | 1  | 0  | 0  | 1  | 1  | 2  | −1   |
| 16.º | Independiente                              | 0    | 1  | 0  | 0  | 1  | 3  | 5  | −2   |
| 17.º | Platense                                   | 0    | 1  | 0  | 0  | 1  | 3  | 6  | −3   |
| 18.º | Círculo de Comunidad                       | 0    | 1  | 0  | 0  | 1  | 2  | 5  | −3   |
| 19.º | Asturiano                                  | 0    | 1  | 0  | 0  | 1  | 2  | 6  | −4   |
| 20.º | Unión                                      | 0    | 1  | 0  | 0  | 1  | 0  | 4  | −4   |

### Resultados
| Pacífico                                   | 6 - 2 | Asturiano            |
| Gimnasia y Esgrima La Plata                | 4 - 0 | Unión                |
| Independiente                              | 3 - 5 | Estrella de Boedo    |
| Don Bosco                                  | 5 - 2 | Círculo de Comunidad |
| Country                                    | 2 - 3 | Nueva Chicago        |
| Huracán                                    | 2 - 1 | Newell's Old Boys    |
| River Plate                                | —     | Franja de Oro        |
| Glorias                                    | 5 - 4 | Argentinos Juniors   |
| Universidad Abierta Interamericana Urquiza | 2 - 2 | Jorge Newbery        |
| Atlanta                                    | 6 - 3 | Platense             |

## Formato
Los 19 equipos se dividieron en 4 grupos de 5 y 4. Se disputó bajo el sistema de todos contra todos a una sola rueda en cancha neutral, habiendo un equipo libre por fecha en los grupos de 5. Los 2 mejores de cada zona clasificaron a la Fase final.

### Ascensos
La Fase Final se disputará a eliminación directa, los 2 finalistas obtendrán los ascensos a Primera División y el vencedor de la final se consagrará campeón.

### Descensos
Debido a su carácter de transición, no otorgó descensos.

## Fase inicial

### Zona 1
| Pos. | Equipo            | Pts. | PJ | PG | PE | PP | GF | GC | Dif. |
| ---- | ----------------- | ---- | -- | -- | -- | -- | -- | -- | ---- |
| 1.º  | Nueva Chicago     | 12   | 4  | 4  | 0  | 0  | 23 | 13 | 10   |
| 2.º  | Unión             | 7    | 4  | 2  | 1  | 1  | 14 | 13 | 1    |
| 3.º  | Huracán           | 6    | 4  | 2  | 0  | 2  | 12 | 14 | −2   |
| 4.º  | Don Bosco         | 3    | 4  | 1  | 0  | 3  | 13 | 18 | −5   |
| 5.º  | Estrella de Boedo | 1    | 4  | 0  | 1  | 3  | 7  | 11 | −4   |

|  | Clasificado a la Fase final.    |
|  | Clasificado a la Copa de Plata. |

#### Resultados
| Fecha 1                  | Fecha 1   | Fecha 1       | Fecha 1                           | Fecha 1         | Fecha 1 |
| Local                    | Resultado | Visitante     | Sede                              | Fecha           | Hora    |
| ------------------------ | --------- | ------------- | --------------------------------- | --------------- | ------- |
| Don Bosco                | 3 - 4     | Unión         | Barrio Marcelo Torcuato de Alvear | 29 de noviembre | 17:00   |
| Huracán                  | 4 - 5     | Nueva Chicago | La Catedral                       | 29 de noviembre | 19:00   |
| Libre: Estrella de Boedo |           |               |                                   |                 |         |

| Fecha 2        | Fecha 2   | Fecha 2           | Fecha 2      | Fecha 2        | Fecha 2 |
| Local          | Resultado | Visitante         | Sede         | Fecha          | Hora    |
| -------------- | --------- | ----------------- | ------------ | -------------- | ------- |
| Nueva Chicago  | 8 - 4     | Don Bosco         | Villa Modelo | 6 de diciembre | 17:00   |
| Unión          | 3 - 3     | Estrella de Boedo | Villa Modelo | 6 de diciembre | 19:00   |
| Libre: Huracán |           |                   |              |                |         |

| Fecha 3           | Fecha 3   | Fecha 3       | Fecha 3     | Fecha 3         | Fecha 3 |
| Local             | Resultado | Visitante     | Sede        | Fecha           | Hora    |
| ----------------- | --------- | ------------- | ----------- | --------------- | ------- |
| Estrella de Boedo | 2 - 3     | Nueva Chicago | CeNARD 2    | 12 de diciembre | 17:00   |
| Don Bosco         | 4 - 5     | Huracán       | La Catedral | 13 de diciembre | 17:00   |
| Libre: Unión      |           |               |             |                 |         |

| Fecha 4          | Fecha 4   | Fecha 4           | Fecha 4                           | Fecha 4         | Fecha 4 |
| Local            | Resultado | Visitante         | Sede                              | Fecha           | Hora    |
| ---------------- | --------- | ----------------- | --------------------------------- | --------------- | ------- |
| Huracán          | 3 - 1     | Estrella de Boedo | Villa Modelo                      | 20 de diciembre | 17:00   |
| Nueva Chicago    | 7 - 3     | Unión             | Barrio Marcelo Torcuato de Alvear | 20 de diciembre | 17:00   |
| Libre: Don Bosco |           |                   |                                   |                 |         |

| Fecha 5              | Fecha 5   | Fecha 5   | Fecha 5      | Fecha 5         | Fecha 5 |
| Local                | Resultado | Visitante | Sede         | Fecha           | Hora    |
| -------------------- | --------- | --------- | ------------ | --------------- | ------- |
| Unión                | 4 - 0     | Huracán   | Villa Modelo | 27 de diciembre | 17:00   |
| Estrella de Boedo    | 1 - 2     | Don Bosco | La Catedral  | 27 de diciembre | 17:00   |
| Libre: Nueva Chicago |           |           |              |                 |         |

### Zona 2
| Pos. | Equipo            | Pts. | PJ | PG | PE | PP | GF | GC | Dif. |
| ---- | ----------------- | ---- | -- | -- | -- | -- | -- | -- | ---- |
| 1.º  | Newell´s Old Boys | 8    | 4  | 2  | 2  | 0  | 12 | 10 | 2    |
| 2.º  | River Plate       | 7    | 4  | 2  | 1  | 1  | 18 | 10 | 8    |
| 3.º  | Atlanta           | 7    | 4  | 2  | 1  | 1  | 18 | 11 | 7    |
| 4.º  | Country           | 6    | 4  | 2  | 0  | 2  | 10 | 9  | 1    |
| 5.º  | Franja de Oro     | 0    | 4  | 0  | 0  | 4  | 8  | 26 | −18  |

|  | Clasificado a la Fase final.    |
|  | Clasificado a la Copa de Plata. |

#### Resultados
| Fecha 1              | Fecha 1   | Fecha 1           | Fecha 1                           | Fecha 1         | Fecha 1 |
| Local                | Resultado | Visitante         | Sede                              | Fecha           | Hora    |
| -------------------- | --------- | ----------------- | --------------------------------- | --------------- | ------- |
| River Plate          | 3 - 3     | Newell's Old Boys | Atlanta                           | 29 de noviembre | 17:00   |
| Country              | 1 - 3     | Atlanta           | Barrio Marcelo Torcuato de Alvear | 29 de noviembre | 19:00   |
| Libre: Franja de Oro |           |                   |                                   |                 |         |

| Fecha 2           | Fecha 2   | Fecha 2       | Fecha 2     | Fecha 2        | Fecha 2 |
| Local             | Resultado | Visitante     | Sede        | Fecha          | Hora    |
| ----------------- | --------- | ------------- | ----------- | -------------- | ------- |
| Country           | 2 - 0     | River Plate   | CeNARD 2    | 5 de diciembre | 17:00   |
| Newell’s Old Boys | 3 - 2     | Franja de Oro | La Catedral | 6 de diciembre | 19:00   |
| Libre: Atlanta    |           |               |             |                |         |

| Fecha 3                  | Fecha 3   | Fecha 3   | Fecha 3 | Fecha 3 | Fecha 3 |
| Local                    | Resultado | Visitante | Sede    | Fecha   | Hora    |
| ------------------------ | --------- | --------- | ------- | ------- | ------- |
| River Plate              | 5 - 4     | Atlanta   |         |         |         |
| Franja de Oro            | 3 - 5     | Country   |         |         |         |
| Libre: Newell’s Old Boys |           |           |         |         |         |

| Fecha 4            | Fecha 4   | Fecha 4           | Fecha 4                                                  | Fecha 4         | Fecha 4 |
| Local              | Resultado | Visitante         | Sede                                                     | Fecha           | Hora    |
| ------------------ | --------- | ----------------- | -------------------------------------------------------- | --------------- | ------- |
| Country            | 2 - 3     | Newell's Old Boys | La Catedral                                              | 20 de diciembre | 17:00   |
| Atlanta            | 8 - 2     | Franja de Oro     | Sindicato de Empleados de Comercio de Lanús y Avellaneda | 20 de diciembre | 19:00   |
| Libre: River Plate |           |                   |                                                          |                 |         |

| Fecha 5           | Fecha 5   | Fecha 5     | Fecha 5                           | Fecha 5         | Fecha 5 |
| Local             | Resultado | Visitante   | Sede                              | Fecha           | Hora    |
| ----------------- | --------- | ----------- | --------------------------------- | --------------- | ------- |
| Newell's Old Boys | 3 - 3     | Atlanta     | Barrio Marcelo Torcuato de Alvear | 27 de diciembre | 19:00   |
| Franja de Oro     | 1 - 10    | River Plate | Villa Modelo                      | 27 de diciembre | 19:00   |
| Libre: Country    |           |             |                                   |                 |         |

### Zona 3
| Pos. | Equipo             | Pts. | PJ | PG | PE | PP | GF | GC  | Dif. |
| ---- | ------------------ | ---- | -- | -- | -- | -- | -- | --- | ---- |
| 1.º  | Independiente      | 12   | 4  | 4  | 0  | 0  | 13 | 5   | 8    |
| 2.º  | Argentinos Juniors | 7    | 4  | 2  | 1  | 1  | 10 | 7   | 3    |
| 3.º  | Jorge Newbery      | 5    | 4  | 1  | 2  | 1  | 8  | 8   | 0    |
| 4.º  | Glorias            | 3    | 4  | 1  | 0  | 3  | 6  | 12  | −6   |
| 5.º  | Asturiano          | 1    | 4  | 0  | 1  | 3  | 5  | 010 | −5   |

|  | Clasificado a la Fase final.    |
|  | Clasificado a la Copa de Plata. |

#### Resultados
| Fecha 1              | Fecha 1   | Fecha 1            | Fecha 1     | Fecha 1         | Fecha 1 |
| Local                | Resultado | Visitante          | Sede        | Fecha           | Hora    |
| -------------------- | --------- | ------------------ | ----------- | --------------- | ------- |
| Asturiano            | 1 - 3     | Argentinos Juniors | La Catedral | 29 de noviembre | 17:00   |
| Independiente        | 2 - 0     | Glorias            | Atlanta     | 29 de noviembre | 19:00   |
| Libre: Jorge Newbery |           |                    |             |                 |         |

| Fecha 2            | Fecha 2   | Fecha 2       | Fecha 2                           | Fecha 2        | Fecha 2 |
| Local              | Resultado | Visitante     | Sede                              | Fecha          | Hora    |
| ------------------ | --------- | ------------- | --------------------------------- | -------------- | ------- |
| Argentinos Juniors | 1 - 3     | Independiente | CeNARD 2                          | 5 de diciembre | 19:00   |
| Glorias            | 1 - 4     | Jorge Newbery | Barrio Marcelo Torcuato de Alvear | 6 de diciembre | 19:00   |
| Libre: Asturiano   |           |               |                                   |                |         |

| Fecha 3        | Fecha 3   | Fecha 3            | Fecha 3 | Fecha 3 | Fecha 3 |
| Local          | Resultado | Visitante          | Sede    | Fecha   | Hora    |
| -------------- | --------- | ------------------ | ------- | ------- | ------- |
| Jorge Newbery  | 2 - 2     | Argentinos Juniors |         |         |         |
| Independiente  | 3 - 2     | Asturiano          |         |         |         |
| Libre: Glorias |           |                    |         |         |         |

| Fecha 4              | Fecha 4   | Fecha 4       | Fecha 4                                                  | Fecha 4         | Fecha 4 |
| Local                | Resultado | Visitante     | Sede                                                     | Fecha           | Hora    |
| -------------------- | --------- | ------------- | -------------------------------------------------------- | --------------- | ------- |
| Asturiano            | 0 - 0     | Jorge Newbery | Sindicato de Empleados de Comercio de Lanús y Avellaneda | 20 de diciembre | 17:00   |
| Argentinos Juniors   | 4 - 1     | Glorias       | La Catedral                                              | 20 de diciembre | 19:00   |
| Libre: Independiente |           |               |                                                          |                 |         |

| Fecha 5                   | Fecha 5   | Fecha 5       | Fecha 5                           | Fecha 5      | Fecha 5 |
| Local                     | Resultado | Visitante     | Sede                              | Fecha        | Hora    |
| ------------------------- | --------- | ------------- | --------------------------------- | ------------ | ------- |
| Jorge Newbery             | 2 - 5     | Independiente | Barrio Marcelo Torcuato de Alvear | 27 de agosto | 17:00   |
| Glorias                   | 4 - 2     | Asturiano     | La Catedral                       | 27 de agosto | 19:00   |
| Libre: Argentinos Juniors |           |               |                                   |              |         |

### Zona 4
| Pos. | Equipo                      | Pts. | PJ | PG | PE | PP | GF | GC | Dif. |
| ---- | --------------------------- | ---- | -- | -- | -- | -- | -- | -- | ---- |
| 1.º  | Gimnasia y Esgrima La Plata | 9    | 3  | 3  | 0  | 0  | 16 | 5  | 11   |
| 2.º  | Platense                    | 6    | 3  | 2  | 0  | 1  | 15 | 11 | 4    |
| 3.º  | Pacífico                    | 1    | 3  | 0  | 1  | 2  | 6  | 9  | −3   |
| 4.º  | Círculo de Comunidad        | 1    | 3  | 0  | 1  | 2  | 6  | 18 | −12  |

|  | Clasificado a la Fase final.    |
|  | Clasificado a la Copa de Plata. |

#### Resultados
| Fecha 1                     | Fecha 1   | Fecha 1              | Fecha 1                           | Fecha 1        | Fecha 1 |
| Local                       | Resultado | Visitante            | Sede                              | Fecha          | Hora    |
| --------------------------- | --------- | -------------------- | --------------------------------- | -------------- | ------- |
| Platense                    | 3 - 2     | Pacífico             | La Catedral                       | 6 de diciembre | 17:00   |
| Gimnasia y Esgrima La Plata | 5 - 2     | Círculo de Comunidad | Barrio Marcelo Torcuato de Alvear | 6 de diciembre | 17:00   |

| Fecha 2                     | Fecha 2   | Fecha 2   | Fecha 2              | Fecha 2         | Fecha 2 |
| Local                       | Resultado | Visitante | Sede                 | Fecha           | Hora    |
| --------------------------- | --------- | --------- | -------------------- | --------------- | ------- |
| Gimnasia y Esgrima La Plata | 6 - 0     | Platense  | Ferro Carril Oeste 2 | 12 de diciembre | 15:00   |
| Círculo de Comunidad        | 1 - 1     | Pacífico  | Villa Modelo         | 13 de diciembre | 19:00   |

| Fecha 3  | Fecha 3   | Fecha 3                     | Fecha 3                           | Fecha 3         | Fecha 3 |
| Local    | Resultado | Visitante                   | Sede                              | Fecha           | Hora    |
| -------- | --------- | --------------------------- | --------------------------------- | --------------- | ------- |
| Platense | 12 - 3    | Círculo de Comunidad        | Barrio Marcelo Torcuato de Alvear | 20 de diciembre | 19:00   |
| Pacífico | 3 - 5     | Gimnasia y Esgrima La Plata | Villa Modelo                      | 20 de diciembre | 19:00   |

## Fase final
|  | Cuartos de final | Cuartos de final            | Cuartos de final   |                    |                   | Semifinales       | Semifinales | Semifinales |  |               | Final         | Final | Final |  |
|  |                  |                             |                    |                    |                   |                   |             |             |  |               |               |       |       |  |
|  |                  |                             |                    |                    |                   |                   |             |             |  |               |               |       |       |  |
|  | 1°Z.1            | Nueva Chicago               | 4                  |                    |                   |                   |             |             |  |               |               |       |       |  |
|  | 1°Z.1            | Nueva Chicago               | 4                  |                    |                   |                   |             |             |  |               |               |       |       |  |
|  | 2°Z.2            | River Plate                 | 2                  |                    |                   |                   |             |             |  |               |               |       |       |  |
|  | 2°Z.2            | River Plate                 | 2                  |                    | Nueva Chicago     | Nueva Chicago     | 2           |             |  |               |               |       |       |  |
|  |                  |                             |                    |                    | Nueva Chicago     | Nueva Chicago     | 2           |             |  |               |               |       |       |  |
|  |                  |                             | Independiente      | Independiente      | 3                 |                   |             |             |  |               |               |       |       |  |
|  | 1°Z.3            | Independiente               | Independiente      | Independiente      | 3                 | 1(7)              |             |             |  |               |               |       |       |  |
|  | 1°Z.3            | Independiente               |                    |                    |                   |                   |             |             |  |               |               |       |       |  |
|  | 2°Z.4            | Platense                    | 1(6)               |                    |                   |                   |             |             |  |               |               |       |       |  |
|  | 2°Z.4            | Platense                    | 1(6)               |                    |                   |                   |             |             |  | Independiente | Independiente | 2(2)  |       |  |
|  |                  |                             |                    |                    |                   |                   |             |             |  | Independiente | Independiente | 2(2)  |       |  |
|  |                  |                             | Newell's Old Boys  | Newell's Old Boys  | 2(3)              |                   |             |             |  |               |               |       |       |  |
|  | 1°Z.2            | Newell's Old Boys           | Newell's Old Boys  | Newell's Old Boys  | 2(3)              | 5                 |             |             |  |               |               |       |       |  |
|  | 1°Z.2            | Newell's Old Boys           |                    |                    |                   |                   |             |             |  |               |               |       |       |  |
|  | 2°Z.1            | Unión                       | 2                  |                    |                   |                   |             |             |  |               |               |       |       |  |
|  | 2°Z.1            | Unión                       | 2                  |                    | Newell's Old Boys | Newell's Old Boys | 3           |             |  |               |               |       |       |  |
|  |                  |                             |                    |                    | Newell's Old Boys | Newell's Old Boys | 3           |             |  |               |               |       |       |  |
|  |                  |                             | Argentinos Juniors | Argentinos Juniors | 1                 |                   |             |             |  |               |               |       |       |  |
|  | 1°Z.4            | Gimnasia y Esgrima La Plata | Argentinos Juniors | Argentinos Juniors | 1                 | 1                 |             |             |  |               |               |       |       |  |
|  | 1°Z.4            | Gimnasia y Esgrima La Plata |                    |                    |                   |                   |             |             |  |               |               |       |       |  |
|  | 2°Z.3            | Argentinos Juniors          | 3                  |                    |                   |                   |             |             |  |               |               |       |       |  |
|  | 2°Z.3            | Argentinos Juniors          | 3                  |                    |                   |                   |             |             |  |               |               |       |       |  |
|  |                  |                             |                    |                    |                   |                   |             |             |  |               |               |       |       |  |

### Cuartos de final
| 3 de enero de 2021, 10:30 | Nueva Chicago                | 4:2 (1:1) | River Plate               | Ferro Carril Oeste 1, Buenos Aires |  |
|                           | Alarcón · Zapponi · Brizuela |           | Paredes · (pen.) Caviglia |                                    |  |

| 3 de enero de 2021, 21:00 | Independiente                                                                  | 1:1 (1:0, 1:1) (t. s.)(7:6 p.) | Platense                                                                      | Ferro Carril Oeste 1, Buenos Aires |  |
|                           | Montenegro 15'                                                                 |                                | 21' Cabrelli Castañares                                                       |                                    |  |
|                           |                                                                                | Tiros desde el punto penal     |                                                                               |                                    |  |
|                           | Trifone · Flores Lengo · Bogni · Torres · Escande · Cantone · Hermida · Werner |                                | Camusso · Palumbo · Insaurralde · Baloira · Mereles · Scheid · Laiño · Rufino |                                    |  |

| 3 de enero de 2021, 17:00 | Newell's Old Boys | 5:2 | Unión | Ferro Carril Oeste 1, Buenos Aires |  |

| 3 de enero de 2021, 19:00 | Gimnasia y Esgrima La Plata | 1:3 | Argentinos Juniors | Ferro Carril Oeste 1, Buenos Aires |  |

### Semifinales
| 10 de enero de 2021, 19:15                 | Nueva Chicago  | 2:3 (0:1) | Independiente                       | Barrio Marcelo Torcuato de Alvear, Buenos Aires |  |
|                                            | Mena · Alarcón |           | Trifone · Flores Lengo · Montenegro |                                                 |  |
| Independiente ascendió a Primera División. |                |           |                                     |                                                 |  |

| 10 de enero de 2021, 17:00                     | Newell's Old Boys | 3:1 | Argentinos Juniors | Barrio Marcelo Torcuato de Alvear, Buenos Aires |  |
| Newell's Old Boys ascendió a Primera División. |                   |     |                    |                                                 |  |

### Final
| 14 de enero de 2021, 19:15 | Independiente                                     | 2:2 (2:0, 2:2, 2:2) (t. s.)(2:3 p.) | Newell's Old Boys                         | Ferro Carril Oeste, Buenos Aires |  |
|                            | Caruso 4' · Hermida 15'                           | Reporte                             | Van de Casteele 22' · Martínez Conde 36'  |                                  |  |
|                            |                                                   | Tiros desde el punto penal          |                                           |                                  |  |
|                            | Trifone · Flores Iengo · Bogni · Torres · Escande |                                     | Van de Casteel · Peters · Pozzi · Maglier |                                  |  |

|                                       |
|                                       |
| Campeón Newell's Old Boys 1.er título |